# Sinularia muralis
Sinularia muralis är en korallart som beskrevs av May 1899. Sinularia muralis ingår i släktet Sinularia och familjen läderkoraller. Inga underarter finns listade i Catalogue of Life.